# Stenia desertalis
Stenia desertalis là một loài bướm đêm trong họ Crambidae.